# 浦野烋興
浦野 烋興（うらの やすおき、1941年〈昭和16年〉11月3日 - 2021年〈令和3年〉1月25日）は、日本の元政治家。位階は従三位。衆議院議員（6期）、科学技術庁長官（第53代）を歴任した。
自民党内では宮澤派に所属。労働大臣を務めた浦野幸男の女婿。結婚前の旧姓は伊藤。

## 経歴
愛知県西加茂郡挙母町（現・豊田市長興寺9丁目）に生まれる。父親の伊藤茂は教員で、のちに愛知県立豊田西高等学校の校長を務めた。1948年4月、知立町立知立小学校（現・知立市立知立小学校）に入学。1954年3月、挙母市立挙母南部小学校卒業。1957年3月、愛知学芸大学附属岡崎中学校（現・愛知教育大学附属岡崎中学校）卒業。1960年3月、愛知県立岡崎高等学校卒業。
1964年3月、学習院大学政経学部経済学科卒業。同年4月、警視庁に就職。1970年3月、警視庁を退職。同年4月、愛知県に戻り、豊田通商に入社。同年10月、衆議院議員浦野幸男の長女和千代と結婚。
1976年12月5日に行われた第34回衆議院議員総選挙で義父が6選。

### 衆議院議員へ
1977年1月16日、義父の浦野幸男が心不全のため死去。陣営の幹部は「トヨタの意向聴取が先決」と考え、1月19日にトヨタ自動車工業本社で副社長の花井正八と面会した。陣営幹部が「郷土から第二の浦野を出すべきと思いますが」と述べると、花井はその提案を諒として「社長（豊田英二）にもよく話しておく」と答えた。1月21日、旧一色町出身の稲垣実男が繰り上げ当選。
豊田市に次ぐ人口をもつ岡崎市では、1955年を境に地元保守系代議士を失い続けていた。「岡崎はここで必ず出してくる」と読んだ浦野幸男の秘書の鈴木紀正は烋興の擁立に素早く動き、その間陣営幹部は花井との会合を重ねた。花井の指示により、関連会社150社から成る東海協豊会はトヨタ本社役員室で浦野後援会に1,500万円を資金として渡した。
1977年2月23日、東西加茂郡の町村長会および議長会は浦野後援会に対し、烋興を後継者と定めた旨の申し出をし、「豊田市側も早急に烋興を後継者に推薦してほしい」との要望をした。四十九日が過ぎて間もなく、酒井鈴夫県議、西山孝豊田市長らによって「浦野幸男後継者問題懇談会」が作られた。3月2日、酒井、西山、三好町長、足助町長、小原村長、藤岡村長、旭町長、下山村長、豊田商工会議所会頭ら豊田市・東西加茂郡の政財界要人で構成する「浦野幸男後継者問題懇談会」世話人会は烋興の自宅を訪れ、正式に後継受託を要請した。3月14日、豊田勤労福祉会館で開かれた浦野幸男後援会の総会で烋興を後継にすることが満場一致で可決された。浦野は豊田通商において総務部総務課長に昇進していたが、3月に退社。4月11日、大平正芳の秘書となり、港区赤坂の事務所に勤務。
1979年10月7日に行われた第35回衆議院議員総選挙に旧愛知4区から自民党公認で立候補しトップ当選を果たす。派閥としては宏池会に所属した。
1980年6月、第36回衆議院議員総選挙が実施。トップ当選の座は元トヨタ自動車労働組合委員長で民社党公認の渡辺武三に譲るも、得票数2位で再選。
1985年12月28日、第2次中曽根内閣第2次改造内閣が成立。外務政務次官に就任。1986年3月3日～3月5日、福田赳夫・鹿野道彦・土井たか子・扇千景らとともに第2回人口と開発に関するアジア国会議員代表者会議に出席。1987年11月6日、竹下内閣が成立。通商産業政務次官に就任。
1993年7月、第40回衆議院議員総選挙が行われ、6期目の当選を果たす。
1995年8月8日、村山改造内閣において科学技術庁長官兼原子力委員会委員長に就任（初入閣）。8月14日、現職閣僚として靖国神社参拝。12月8日、高速増殖炉もんじゅのナトリウム漏洩事故が発生。日本原子力研究開発機構への指導を行う。12月11日、もんじゅの現場視察を行う。この際、事故を受けてマスコミ等で高速増殖炉開発計画の見直しが取り沙汰される中、計画を引き続き堅持する方針を示し、村山富市首相もこれに同意する。

### 1996年衆議院議員選挙で落選
中選挙区時代、トヨタ自動車及び系列会社では「組合員は伊藤英成さん、課長になったら浦野さん」とすみ分けが図られてきたが、1994年に政治改革四法が国会で可決され、一人を選ぶ小選挙区制がついに導入される。1996年9月27日、衆議院が解散。全トヨタ労連は元従業員の伊藤英成（新進党）の支援を会社の幹部に強く求めた。会社に対しても「社員を落としていいのですか。今回は順位を争う選挙ではない」と迫った。会社側は折れ、選挙終盤の2日間、課長以上の管理職5千人に伊藤支援の指令が出た。伊藤の優勢が伝えられる中、逆転をかけた自民党の加藤紘一幹事長は投票日2日前の10月18日、トヨタ自動車本社に出向き、豊田章一郎会長らに浦野の支援を改めて要請した。
1996年10月20日、第41回衆議院議員総選挙が実施。愛知11区においては伊藤12万3千、浦野8万5千という大差で浦野が落選。惜敗率69.5％で比例復活もならず、「トヨタは自民党と労使関係をはかりにかけ、身内の労組を選んだ」とささやかれた。伊藤は当選したが、経団連会長を務めていた豊田章一郎とトヨタに対する自民党の風当たりは強くなった。
政界引退を表明した浦野は、落選後の半年間は農作業に「無我夢中で打ち込んだ」という。

### 1998年参議院議員選挙で落選
1997年の初めに自民党本部から次期参院選出馬の強い要請があり、同年7月に立候補の意志を固めた。10月9日、自民党は、次期参院選の愛知県選挙区に、県連会長の大木浩と浦野の二人を公認することを決定。そして浦野はトヨタ自動車から全面的な支援を受けることとなった。
トヨタ自動車は「浦野を絶対落とすな」の大号令をかけ、グループ10社から専従社員を集め、本社総務部内に選対本部を置いた。1万人の課長職以上の社員に後援会員集めを指示し、ひとり当たり10人以上のノルマを課した。1998年5月30日に行われた支援母体「夢・あいち21」の豊田加茂地区大会でトヨタ自動車の張富士夫専務は「経団連で豊田章一郎会長を補佐して痛感したのは、自民本部や国政とのパイプ役が全くないことだ。国政の商工分野等で過去実績を示す浦野氏はその意味で大きな存在となろう。トヨタも支援に本腰を入れる」と力説した。選挙戦終盤では豊田章一郎は販売店などに直接電話を入れ、奥田碩社長も必勝のはち巻き姿で演説会場に飛び入りした。
1998年7月12日、第18回参議院議員通常選挙が行われる。当時の愛知県選挙区の改選数は3。野党派の連合愛知も、旧経団連職員の木俣佳丈と元衆議院議員の佐藤泰介の二人を公認していたが、木俣と佐藤は1位、2位を独占。浦野と大木との間でほぼ等しく票が割れ、結果として共産党新人の八田ひろ子が得票数3位ですべり込んだ。5位で落選した浦野は再び政界からの引退を表明。
1999年10月15日、豊田市長の加藤正一は4選不出馬を表明。その後継者として名前が挙がり、自民党・民主党などから2000年2月の豊田市長選挙立候補を要請されるも辞退。市長選には鈴木公平助役が立候補し初当選した。
2003年9月5日、自民党愛知11区支部は「知名度や実績がある」として、浦野に第43回衆議院議員総選挙への立候補を要請する方針を決めた。しかし浦野は健康状態などを理由に固辞。この年の衆院選で自民党は11区に候補者を擁立できず、不戦敗となった。
2012年4月29日、旭日重光章受章。2013年3月2日、豊田市名誉市民に推挙される。
2021年1月25日5時53分、肝細胞がんのため、愛知県豊田市の病院で死去。79歳没。死没日をもって従三位に叙される。奇しくも衆院選で同じ選挙区で戦った伊藤英成も浦野が亡くなる約1週間前の同月19日に同じく79歳で死去していた。

## 選挙の記録
| 執行日         | 選挙                     | 選挙区       | 当落 |
| -------------- | ------------------------ | ------------ | ---- |
| 1979年10月7日  | 第35回衆議院議員総選挙   | 旧愛知4区    | 当   |
| 1980年6月22日  | 第36回衆議院議員総選挙   | 旧愛知4区    | 当   |
| 1983年12月18日 | 第37回衆議院議員総選挙   | 旧愛知4区    | 当   |
| 1986年7月6日   | 第38回衆議院議員総選挙   | 旧愛知4区    | 当   |
| 1990年2月18日  | 第39回衆議院議員総選挙   | 旧愛知4区    | 当   |
| 1993年7月18日  | 第40回衆議院議員総選挙   | 旧愛知4区    | 当   |
| 1996年10月20日 | 第41回衆議院議員総選挙   | 愛知11区     | 落   |
| 1998年7月12日  | 第18回参議院議員通常選挙 | 愛知県選挙区 | 落   |

## 人物・エピソード
- 義父の代から地元のトヨタ自動車グループ企業社員の非労組系の票を中心にまとめて連続当選を果たす。豊田通商OBでもあることからトヨタ自動車グループ企業社員の後援者が多かった。また労相を務めた義父ともども地元の全トヨタ労働組合連合会とも良好な関係にあり、全トヨタ労働組合連合会にとっては組織内議員ではなかったものの自民党側のパイプ役であった。このため自民党議員ながら労働組合関係者に顔が利いた。
- 祖父の伊藤和三郎は豊田市社会福祉協議会長を務めた。父の伊藤茂は愛知県立豊田西高等学校の校長を務めた[31]。
- 妻との間に一男一女があるが、いずれも政界には関わっていない。
- 警察官時代から柔道に勤しみ、黒帯である。
- 1986年7月、大相撲名古屋場所千秋楽の表彰式において、 優勝した第58代 横綱 千代の富士（17度目、成績14勝1敗）に 内閣総理大臣杯を代与した。
- 1996年、オーストリア・ウィーンで開かれた第39回IAEA総会政府代表演説の一番目に演説を行った[要出典]。
- 自邸敷地内に「道満さんの祠」（陰陽師蘆屋道満を祀る塚）があり、地域住民により毎年供養が行われ、自身も毎年祭礼の世話に当たっている[要出典]。
- 国際人口問題議員懇談会（会長・岸信介）に参加した[要出典]。